# Roseway (Schiff, 1925)
Die Roseway ist ein 1925 gebauter Gaffelschoner, der sowohl zum kommerziellen Fischfang als auch für Regatten eingesetzt wurde und auf beide Anforderungen bereits vom Design her ausgerichtet ist. Je nach Saison liegt das Schiff im Hafen von Boston in den Vereinigten Staaten bzw. in Saint Croix auf den Amerikanischen Jungferninseln. 1997 wurde der Zweimaster als National Historic Landmark in das National Register of Historic Places eingetragen.

## Geschichte
Die als Nummer 225756 gebaute Roseway ist der einzige noch erhaltene Schoner, der zwar als Fischerboot ausgelegt war, aber überwiegend als Yacht genutzt wurde. Ab 1941 wurde sie in Boston als Lotsenboot eingesetzt, wobei sie von 1942 bis 1945 unter der Bezeichnung CGR-812 in der Reserve der Küstenwache der Vereinigten Staaten stand. Nachdem sie 1973 außer Dienst gestellt wurde, dient sie bis heute sowohl als Passagier- als auch als Schulschiff. John James, Eigentümer der Werft John F. James & Son in Essex, entwarf das Schiff, dessen Stapellauf am 21. November 1925 um 14:35 Uhr stattfand.

### Fischerboot / Yacht (1925–1941)
Die Roseway wurde vom Tauntoner Anwalt Harold F. Hathaway in Auftrag gegeben, der sie gelegentlich zur Jagd auf Schwertfische einsetzte. Sowohl die Spanten als auch die Planken des Schoners bestehen aus Eichenholz. Wo es möglich war, wurden anstelle von Eisennägeln Holznägel aus Robinie verwendet. Zu ihrer Erstausrüstung gehörten ein 100 PS starker Dieselmotor und ein Ausguck, der jedoch heute nicht mehr vorhanden ist. Achtern gab es Schlafmöglichkeiten für acht Seeleute und im Bug weitere sieben, Mittschiffs befand sich der Vorratsraum für Segel, gefangene Fische und Eis.

### Lotsenboot (1941–1972)
Lotsenboote wiesen häufig das gleiche Design wie Fischerboote und Yachten auf, da sie vergleichbare nautische Anforderungen hatten. Aus diesem Grund wurden viele Lotsenboote von Privatleuten zu Nutzung als Yacht gekauft und umgekehrt. Während des Zweiten Weltkriegs wurde die ursprüngliche Farbe mit Grau übermalt und die Kennzeichnung des Boots von der Küstenwache auf CGR-812 geändert. Zudem wurde ein Maschinengewehr des Typs Browning M2 an Deck installiert. 1948 wurde die Motorisierung auf zwei Dieselmotoren des Typs General Motors 671 mit jeweils 165 PS geändert, die über ein Zahnrad-Getriebe als Tandem mit der Antriebswelle verbunden wurden. 1968 wurden die Motoren gegen neue Versionen gleicher Bauart ausgewechselt. Das ursprünglich auf dem Vorschiff befindliche manuelle Spill wurde 1967 gegen eine elektrifizierte Version ausgetauscht.

### Passagierschiff (1972–2002)
Nachdem die Roseway an eine Gruppe Bostoner Geschäftsleute verkauft worden war, wurden verschiedene Umbauten vorgenommen. Jim Sharp, dem bereits die Adventure gehörte, und Orvil Young erwarben das Schiff 1974, brachten es nach Camden in Maine und ließen 1975 den heutigen Bugspriet aus dem Holz der Weymouth-Kiefer sowie vierzehn Kabinen für insgesamt bis zu 36 Passagiere installieren. Die ursprüngliche Eignerkabine wurde zu einem Speise- und Gesellschaftsraum umgebaut. Am 25. September 1997 wurde das Schiff als National Historic Landmark in das National Register of Historic Places eingetragen.

### Passagierschiff / Schulschiff (2002 bis heute)
Im September 2002 wurde die Roseway von der First National Bank in Damariscotta an die World Ocean School zur Nutzung für ihre Zwecke geschenkt und von ihren neuen Eigentümern einer umfassenden Restaurierung unterzogen. In diesem Zuge wurden unter anderem der Fockmast und die Takelung erneuert, Kabinen für acht Besatzungsmitglieder im Vorschiff installiert und der ehemalige Vorratsraum in der Schiffsmitte zu einem Schlafsaal für 25 Personen umgebaut. Auch der Antrieb wurde modernisiert. Heute sind der Rumpf in grauer und die Aufbauten in weißer Farbe gestrichen, die Segel sind lohfarben.

## Historische Bedeutung
Die Roseway ist der einzige noch existierende Schoner, der als Fischerboot und Yacht konzipiert wurde, um an jährlichen Regatten teilzunehmen. Erst mit ihrem Kauf durch die Boston Pilots im Jahr 1941 nahm sie nicht mehr an Bootsrennen teil. Als sie 1972 außer Dienst gestellt wurde, war sie das letzte Segel-Lotsenboot in den Vereinigten Staaten. Sie wurde von ihren Eignern gut gepflegt und befindet sich zu geschätzten 80 bis 90 Prozent im Originalzustand. Es existieren in den USA noch sechs weitere Segel-Lotsenboote, von denen die Adventuress ebenfalls als National Historic Landmark eingetragen ist.

## Sonstiges
Als historisches Schiff war die Roseway bei Festivals (unter anderem dem Tall Ships Rendezvous 1980 in New York und 1984 in Halifax) sehr beliebt. 1977 wurde sie gemeinsam mit der Adventure für die Fernsehverfilmung von Rudyard Kiplings Captains Courageous eingesetzt.